# 3931 Batten
3931 Batten (1984 EN) là một tiểu hành tinh vành đai chính được phát hiện ngày 1 tháng 3 năm 1984 bởi Bowell, E. ở Flagstaff (AM).